# Chlanidota
Chlanidota là một chi ốc biển, là động vật thân mềm chân bụng sống ở biển trong họ Buccinidae.

## Các loài
Các loài trong chi Chlanidota gồm có:
- Chlanidota anomala Kantor & Harasewych, 2008[2]
- Chlanidota chordata (Strebel, 1908)[3]
- Chlanidota densesculpta (Martens, 1885)[4]
- Chlanidota elongata Lamy, 1910[5]
- Chlanidota invenusta Harasewych & Kantor, 1999[6]
- Chlanidota modesta (Martens, 1885)[7]: đồng nghĩa của Thalassoplanes modesta
- Chlanidota palliata Strebel, 1908[8]
- Chlanidota paucispiralis Powell, 1951[9]
- Chlanidota pilosa Powell, 1951[10]
- Chlanidota signeyana Powell, 1951[11]
- Chlanidota vestita (Martens, 1878)[12]